# 科学史 (1517年)
科学史上的1517年发生了众多事件，本条目撷取其中部分罗列如下：

## 医药学
- 汗熱病在牛津和劍橋第三次传播。
- 德国外科醫師汉斯·冯·格斯多夫（英语：Hans von Gersdorff (surgeon)）发表Feldbuch der Wundarzney（Field book of surgery）。

## 出生
- 6月29日：蓝伯特·多东斯（英语：Rembert Dodoens），弗拉芒医生和植物学家（1585年逝世）
- 10月5日：菲奥拉万蒂（英语：Leonardo Fioravanti (doctor)），博洛尼亚医生（1588年逝世）
- 皮埃尔·贝隆（英语：Pierre Belon），法兰西自然历史学家（1564年逝世）
- 雅克·佩莱蒂埃·杜曼斯（英语：Jacques Pelletier du Mans），法兰西数学家（1582年逝世）

## 逝世
- 卢卡·帕西奥利，佛罗伦萨数学家（约1447年出生）